# Evangelische Kirche Schwalbach (Schöffengrund)

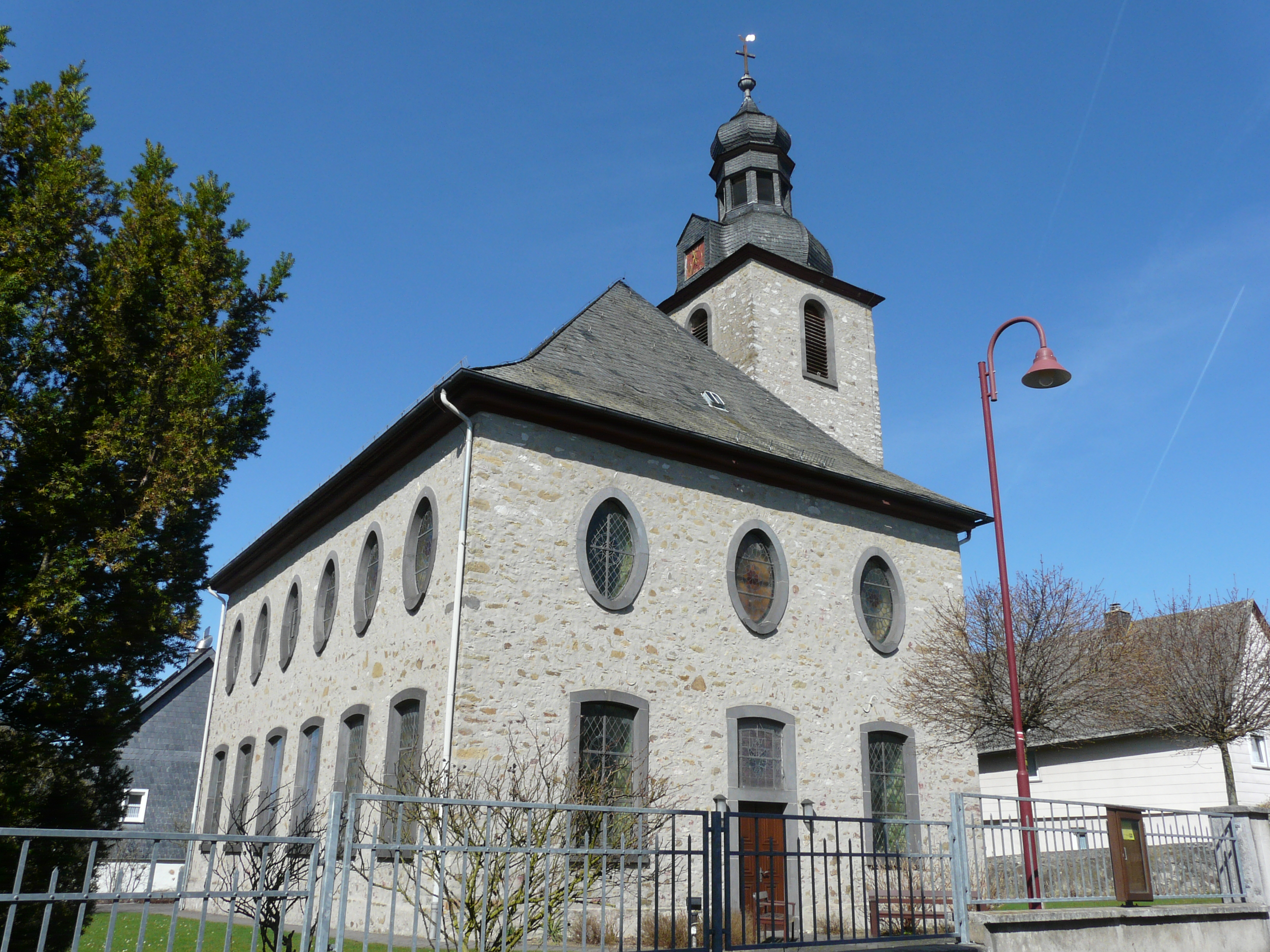
Evangelische Kirche Schwalbach

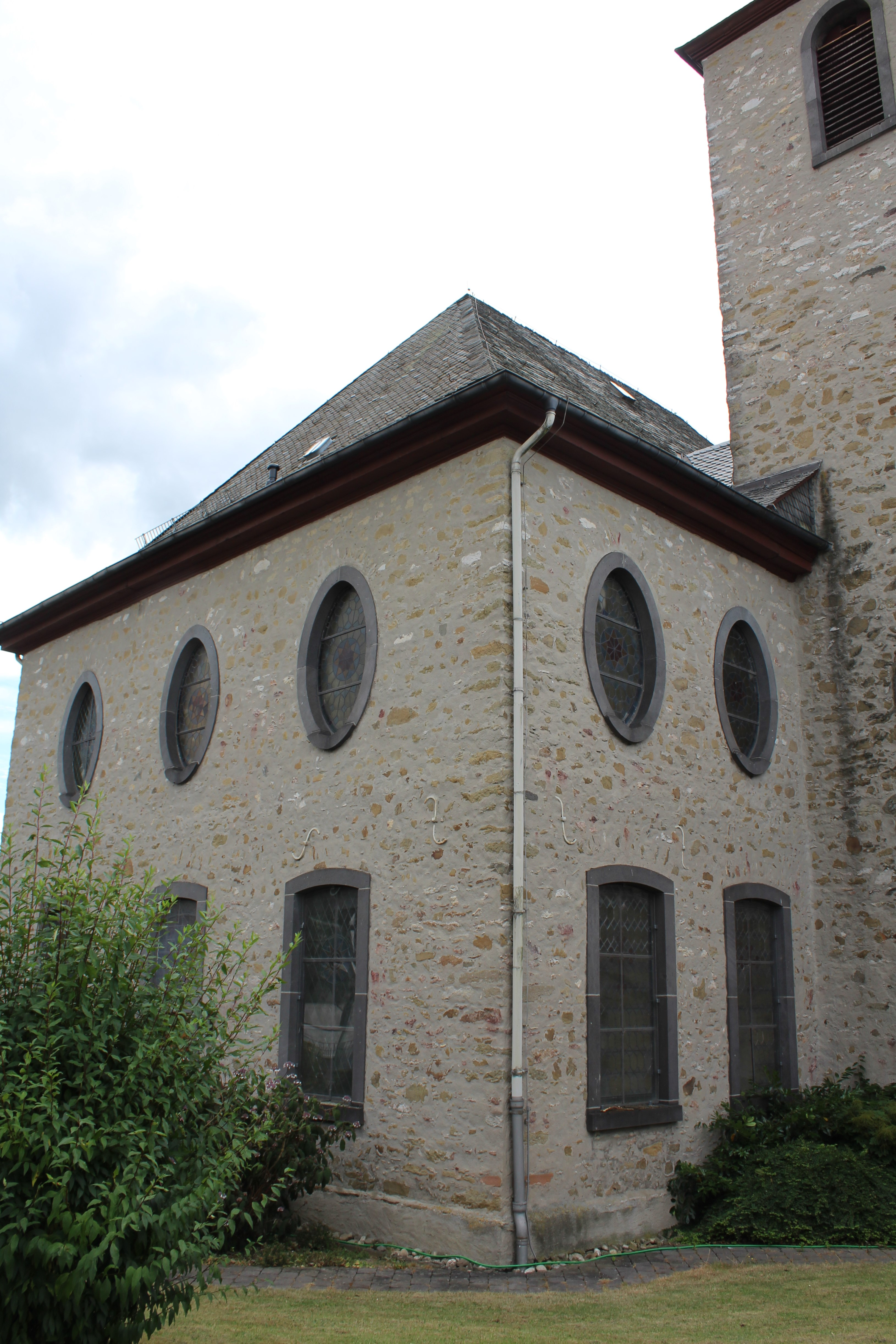
Ansicht von Nordosten

Die Evangelische Kirche im mittelhessischen Schwalbach in der Gemeinde Schöffengrund ist eine frühklassizistische Saalkirche aus den Jahren 1763 bis 1767. Das repräsentative Gebäude ist aufgrund seiner geschichtlichen, künstlerischen, städtebaulichen und wissenschaftlichen Bedeutung hessisches Kulturdenkmal.

## Geschichte
Der Ort wird 795 im Lorscher Codex als „Sualbacher marca“ bezeichnet. Im Jahr 1305 ist eine Kirche und 1368 eine Pfarrei nachgewiesen. Die Kirchengemeinde war im Mittelalter Filial von Bonbaden und gehörte zum Archipresbyterat Wetzlar im Archidiakonat St. Lubentius Dietkirchen in der Erzdiözese Trier.
Die Reformation wurde wohl 1549 unter Pfarrer Johannes Geissler aus Bonbaden eingeführt. Nachdem die alte Kirche 1760 eingestürzt war, wurde die heutige Kirche von 1763 bis 1767 errichtet. Sie ist stilistisch von den Architekten Julius Ludwig Rothweil und Friedrich Joachim Stengel beeinflusst und ähnelt der Atzbacher Kirche, die ebenfalls 1767 fertiggestellt wurde. 1887, 1957–1959 und 1986 ließ die Gemeinde umfangreiche Renovierungen durchführen.
Die Kirchengemeinde gehörte bis Ende 2018 zum Kirchenkreis Braunfels in der Evangelischen Kirche im Rheinland, der 2019 in den Evangelischen Kirchenkreis an Lahn und Dill aufging.
Die Kirchengemeinden Schwalbach, Neukirchen und Bonbaden, die seit der Reformation die meiste Zeit eine pfarramtliche Verbindung eingegangen waren, schlossen sich zum 1. Januar 2020 zur Kirchengemeinde Bonbaden-Schwalbach-Neukirchen zusammen.

## Architektur

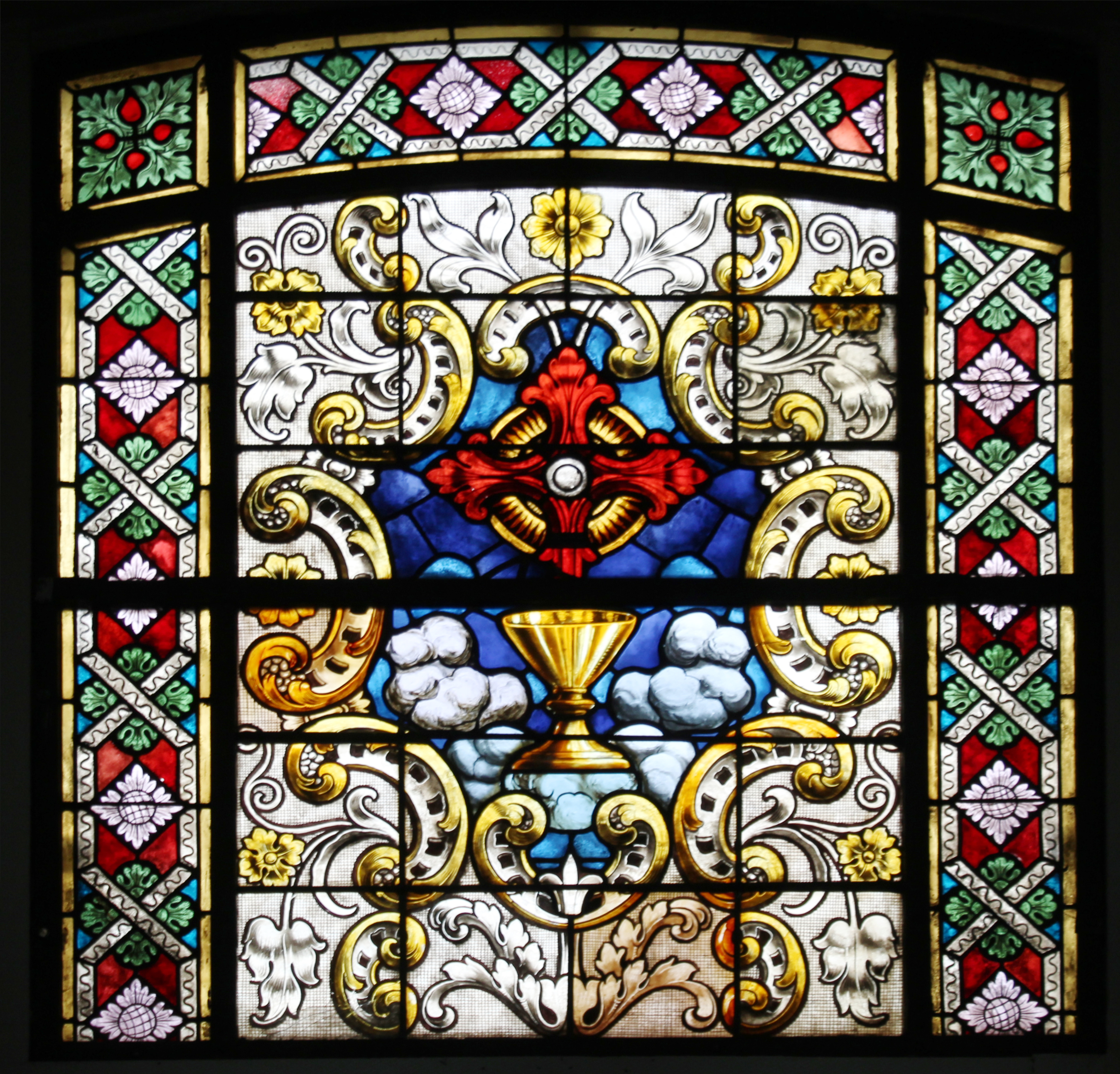
Glasfenster von 1896

Der quergerichtete, hohe Saalbau mit Walmdach ist im Ortszentrum aus unverputztem Bruchsteinmauerwerk errichtet. Der Innenraum wird durch Fensterreihen in zwei Ebenen belichtet, die unten hochrechteckig mit flachen Stichbogen und oben als stehende Ovale gestaltet sind. Die figürlichen Glasmalereien im Stil des Neobarock wurden 1896 von Henning und Andrés aus Hannover gefertigt. Sie haben seitlich und im Stichbogen Ornamentbänder. Das Fenster über dem Westportal zeigt das Agnus Dei mit der Siegesfahne, das Fenster über dem Ostportal ein rotes Kreuz über einem Abendmahlskelch und die beiden hohen Südfenster je drei vierpassartige Rahmen, in deren Mitte Moses und Christus dargestellt sind.
Mittig an der Nordseite ist ein Kirchturm auf quadratischem Grundriss mit offener Laterne und Zwiebelhaube in den Saalbau eingebunden. Die Turmhalle dient als Sakristei und Aufgang zur Kanzel. In die Glockenstube im obersten Geschoss sind rundbogige Schallöffnungen für das Geläut eingelassen.

## Ausstattung

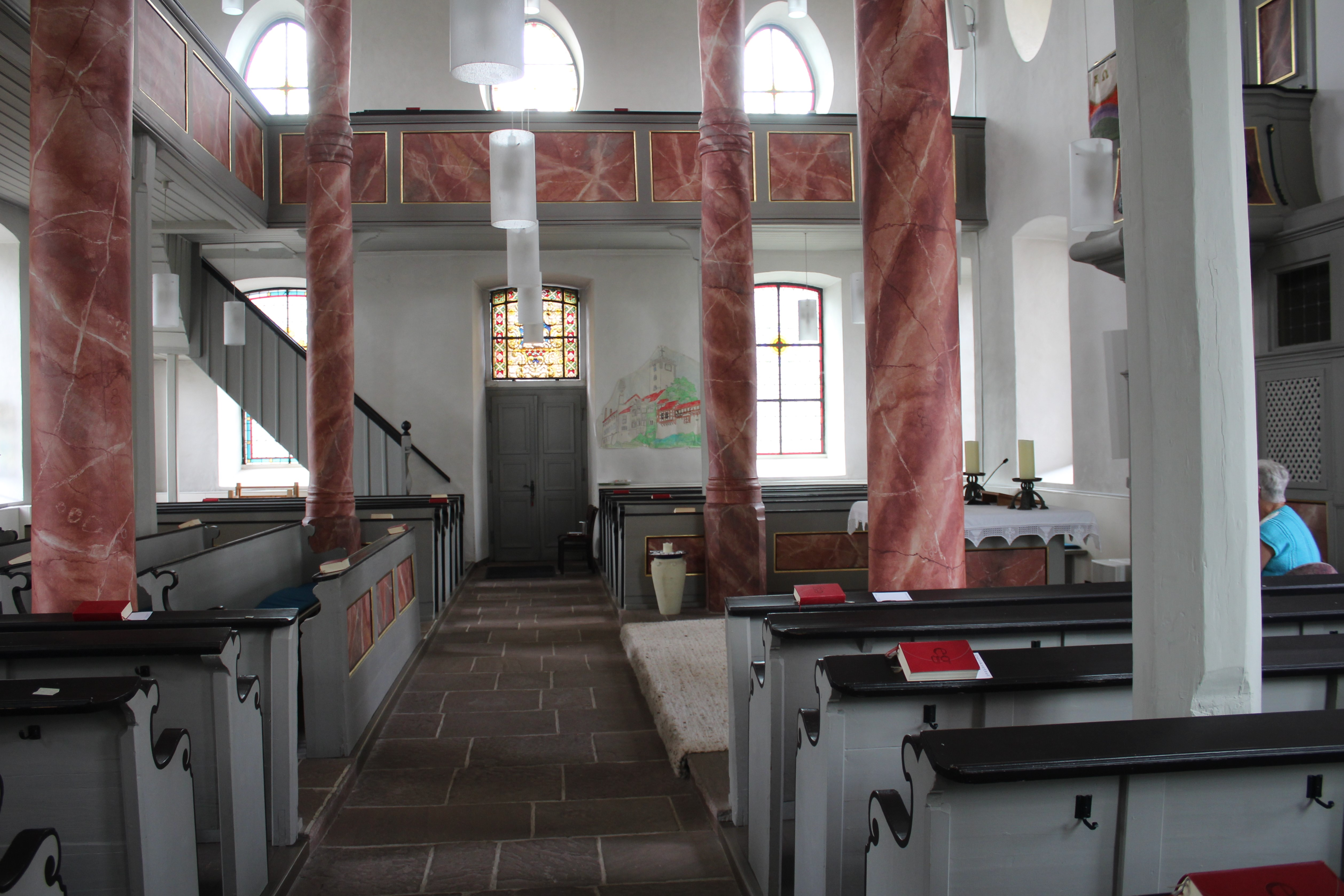
Innenraum Richtung Westen

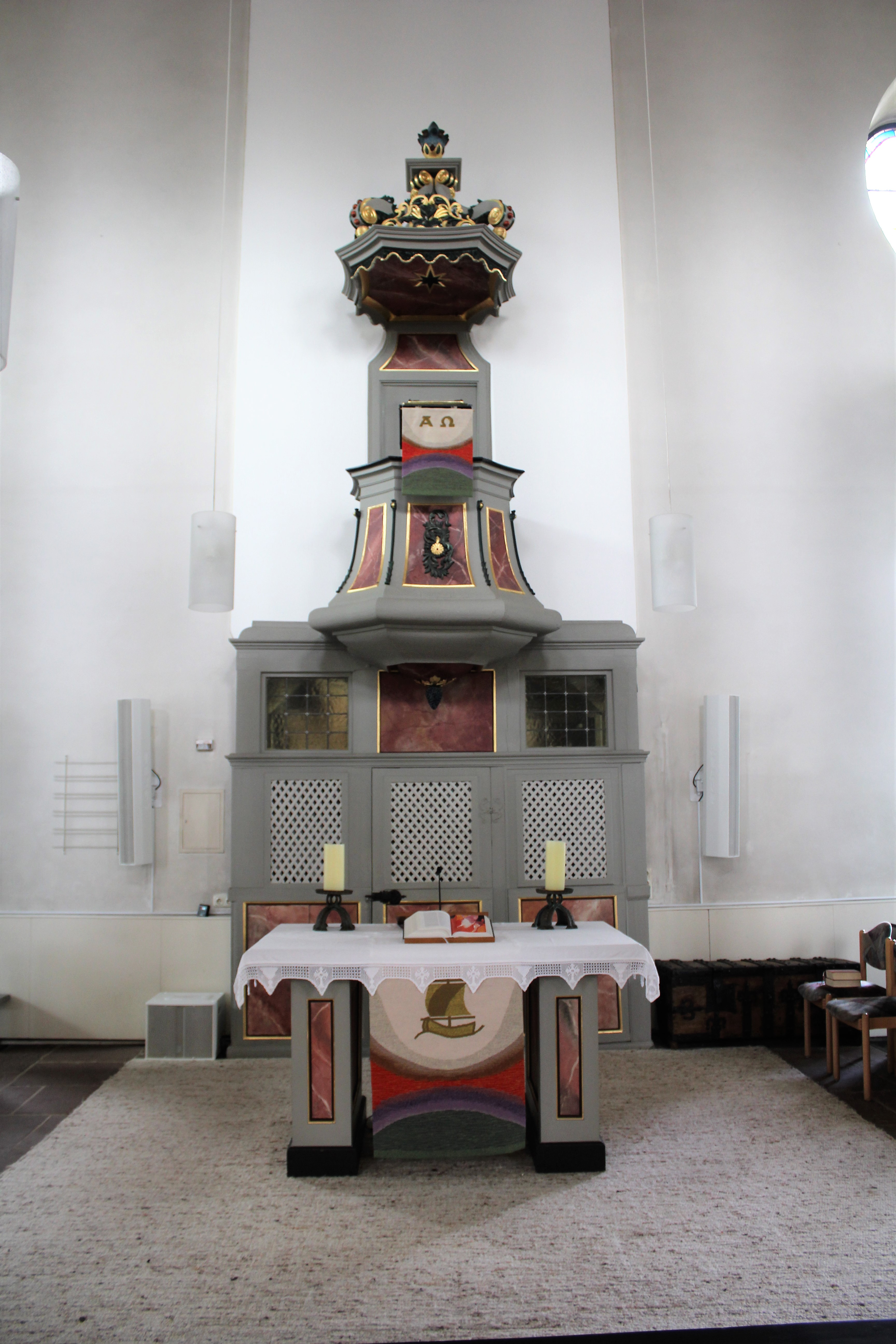
Altar mit Kanzel

Die hölzerne Kirchenausstattung weist eine einheitlich graue Fassung auf, von der sich rot-weiß marmorierte Füllungen mit vergoldeten Profilen abheben. Im Inneren ruht die Flachdecke auf zwei Längsunterzügen, die von vier rot-weiß marmoriert bemalten Säulen gestützt werden. Die beiden westlichen Säulen wurden 1793 zur statischen Verstärkung eingebaut. Die dreiseitig umlaufende graue Empore stammt wohl aus dem 19. Jahrhundert und wird von achteckigen Pfosten gestützt. Die Emporenbrüstung hat querrechteckige Füllungen, die ebenfalls rot-weiß marmoriert bemalt sind. In den beiden südlichen Ecken sind die Aufgänge eingebaut. Die Nordseite blieb ohne Empore, weil hier die Kanzel errichtet wurde.
Die hölzerne, polygonale Kanzel aus dem späten 18. Jahrhundert ist auf einer Kanzelwand vor der Turmhalle angebracht. Die Kanzelwand hat im unteren Drittel hochrechteckige Füllungen, in der Mitte durchbrochenes Rautenwerk und oben Verglasungen. Der Kanzelkorb hat konkave Felder mit trapezförmigen Füllungen, eine Rückwand mit Füllungen vermittelt zum Schalldeckel, der an der Unterseite von einem achtstrahligen Stern verziert wird und von einer teils vergoldeten Volutenkrone und Rankenwerk bekrönt wird. Vor der Kanzel steht der Altartisch. Die Ostempore dient als Aufstellungsort für die Orgel. Das Kirchengestühl ist von drei Seiten auf die Kanzel und den Altar ausgerichtet. Die Brüstung des Gestühls hat querrechteckige Füllungen. In der Sakristei ist eine spätgotische Truhe erhalten.

## Orgel

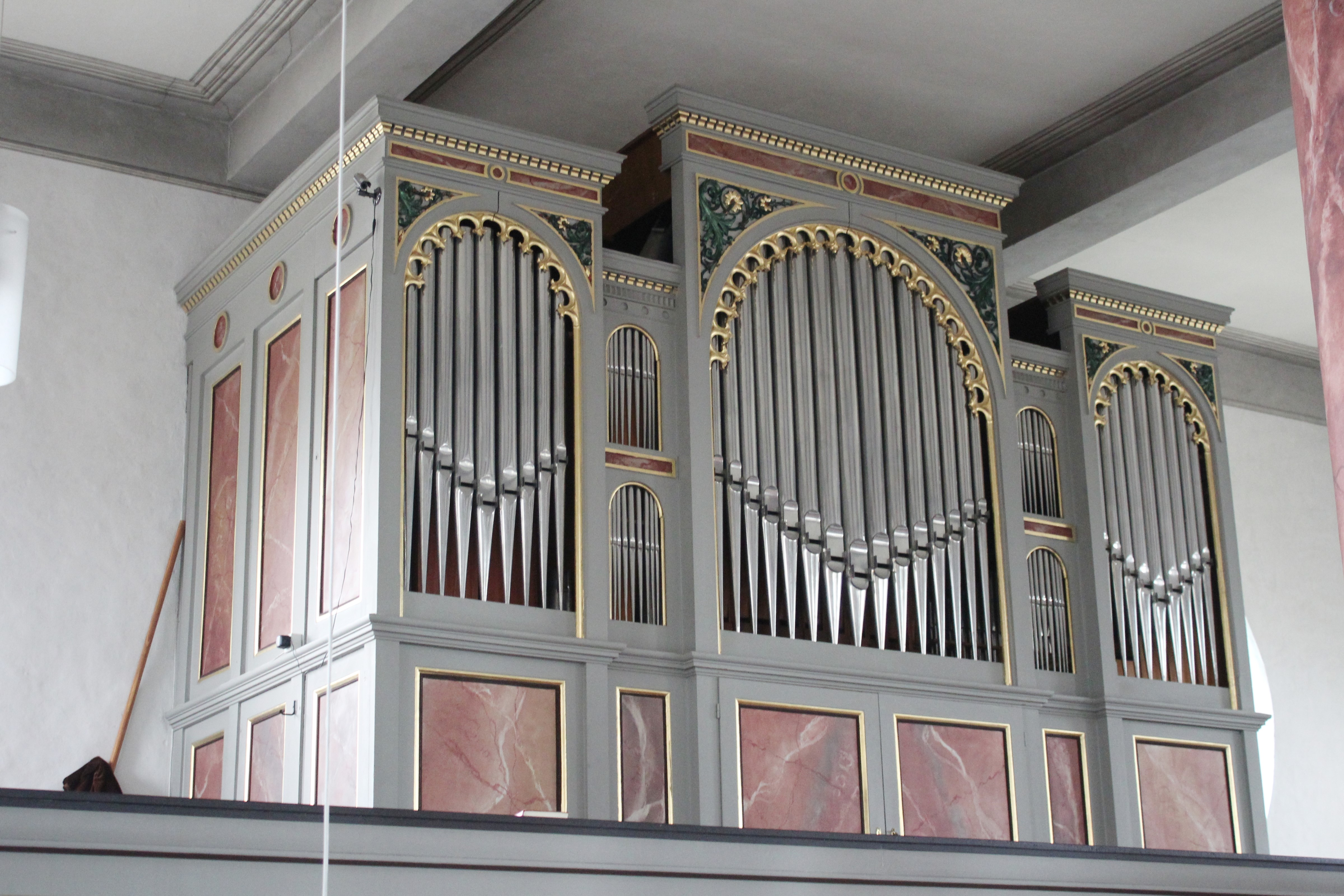
Orgelprospekt von 1872

Die Orgel baute Guido Knauf aus Gotha im Jahr 1872. Das Werk umfasst 17 Register auf zwei Manualen und Pedal. 1970 erfolgte ein Neubau durch Günter Hardt hinter dem historischen Prospekt. Die Disposition umfasst seitdem 16 Register und lautet wie folgt:
| I Manual C–g3 |       |
| Prinzipal     | 8′    |
| Rohrflöte     | 8′    |
| Oktave        | 4′    |
| Spindelflöte  | 4′    |
| Schwiegel     | 2′    |
| Mixtur IV     | 1 ⁄3′ |

| II Manual C–g3 |       |
| Gedackt        | 8′    |
| Blockflöte     | 4′    |
| Prinzipal      | 2′    |
| Quinte         | 1 ⁄3′ |
| Zimbel II      | 1′    |
| Krummhorn      | 8′    |
| Tremulant      |       |

| Pedal C–f1 |         |
| Subbass    | 16′     |
| Offenbass  | 8′      |
| Choralbass | 4′ + 2′ |
| Posaune    | 16′     |

## Geläut
Dilman Schmid goss 1692 eine Glocke, die in den Neubau übernommen wurde. Eine zweite Dilman-Glocke von 1701 (as′, 270 kg) wurde 1830 aus Braunfels gegen einen Aufpreis von 50 fl. gegen eine andere Glocke eingetauscht. Diese wurde im Zweiten Weltkrieg konfisziert und erlitt dabei – obwohl sie bis Kriegsende erhalten blieb – Beschädigungen und wurde 1950 umgegossen.
| Nr. | Gussjahr | Gießer        | Masse  | Durchmesser | Schlagton | Inschrift |
| --- | -------- | ------------- | ------ | ----------- | --------- | --- |
| 1   | 1950     | Gebr. Rincker | 646 kg |             | g′        | „ICH TRETE IN DIE NACHFOLGE EIN / DER SCHWESTERN DIE GESPRUNGEN SEIN / IN 1701 UND 1945 / ICH RUFE WIE SIE WEITER FORT / LAND LAND HOERE DES HERRN WORT“ |
| 2   | 1692     | Dilman Schmid | 220 kg | 790 mm      | b′-       | |
| 3   | 1961     | Gebr. Rincker | 200 kg |             | c′′       | |